# Uroptychus zezuensis
Uroptychus zezuensis is een tienpotigensoort uit de familie van de Chirostylidae. De wetenschappelijke naam van de soort is voor het eerst geldig gepubliceerd in 1972 door Kim.